# Jean Landry (homme politique canadien)
Pour les articles homonymes, voir Landry et Jean Landry.
Jean Landry (né le 3 octobre 1948) est un cuisinier, photographe et homme politique fédéral du Québec.

## Biographie
Né à Saint-Valère dans la région du Centre-du-Québec, Jean Landry commence sa carrière politique en devenant député du Bloc québécois dans la circonscription fédérale de Lotbinière en 1993. Candidat indépendant défait en 1997 par le bloquiste Odina Desrochers, il est à nouveau défait en tant que progressiste-conservateur dans Lotbinière—L'Érable en 2000 et en tant que conservateur dans Lotbinière—Chutes-de-la-Chaudière en 2004. Remplacé par le candidat Jacques Gourde dans la circonscription qu'il avait jadis représentée, il se porte candidat dans Richmond—Arthabaska en 2006 et en 2008 comme indépendant, mais est battu par le bloquiste André Bellavance.
Sur la scène provinciale, il a été candidat en 2014 pour le Parti conservateur du Québec dans Arthabaska, obtenant 1,11 % des voix. Il tente sa chance de nouveau en 2018, avec un tout nouveau parti, l'Alliance provinciale du Québec.
Il se présente pour le Parti populaire du Canada en 2019 et 2021  

## Résultats électoraux
|                                                                                               | Nom                       | Parti                | Nombre de voix | %      | Maj.   |
| --------------------------------------------------------------------------------------------- | ------------------------- | -------------------- | -------------- | ------ | ------ |
|                                                                                               | Eric Lefebvre (sortant)   | Coalition avenir     | 25 640         | 61,8 % | 20 425 |
|                                                                                               | William Champigny-Fortier | Québec solidaire     | 5 215          | 12,6 % | -      |
|                                                                                               | Pierre Poirier            | Libéral              | 4 707          | 11,4 % | -      |
|                                                                                               | Jacques Daigle            | Parti québécois      | 3 897          | 9,4 %  | -      |
|                                                                                               | Lisette Guay Gaudreault   | Conservateur         | 968            | 2,3 %  | -      |
|                                                                                               | Jean-Charles Pelland      | Vert                 | 620            | 1,5 %  | -      |
|                                                                                               | Jean Landry               | Alliance provinciale | 418            | 1 %    | -      |
| Total                                                                                         | Total                     | Total                | 41 465         | 100 %  |        |
| Le taux de participation lors de l'élection était de 69,5 % et 791 bulletins ont été rejetés. |                           |                      |                |        |        |

|                                                                                               | Nom                   | Parti            | Nombre de voix | %      | Maj.  |
| --------------------------------------------------------------------------------------------- | --------------------- | ---------------- | -------------- | ------ | ----- |
|                                                                                               | Sylvie Roy (sortante) | Coalition avenir | 19 393         | 45,5 % | 6 512 |
|                                                                                               | Luc Dastous           | Libéral          | 12 881         | 30,2 % | -     |
|                                                                                               | Gaëtan St-Arnaud      | Parti québécois  | 7 278          | 17,1 % | -     |
|                                                                                               | Christine Letendre    | Québec solidaire | 2 222          | 5,2 %  | -     |
|                                                                                               | Jean Landry           | Conservateur     | 475            | 1,1 %  | -     |
|                                                                                               | François Fillion      | Vert             | 385            | 0,9 %  | -     |
| Total                                                                                         | Total                 | Total            | 42 634         | 100 %  |       |
| Le taux de participation lors de l'élection était de 73,3 % et 620 bulletins ont été rejetés. |                       |                  |                |        |       |

|                                                                                               | Nom                      | Parti            | Nombre de voix | %      | Maj.  |
| --------------------------------------------------------------------------------------------- | ------------------------ | ---------------- | -------------- | ------ | ----- |
|                                                                                               | Sylvie Roy               | Coalition avenir | 19 016         | 42,4 % | 5 393 |
|                                                                                               | Claude Bachand (sortant) | Libéral          | 13 623         | 30,4 % | -     |
|                                                                                               | Lucie Lebrun             | Parti québécois  | 8 991          | 20,1 % | -     |
|                                                                                               | Christine Letendre       | Québec solidaire | 1 775          | 4 %    | -     |
|                                                                                               | Rémi Marineau            | Option nationale | 519            | 1,2 %  | -     |
|                                                                                               | François Fillion         | Vert             | 501            | 1,1 %  | -     |
|                                                                                               | Jean Landry              | Indépendant      | 316            | 0,7 %  | -     |
|                                                                                               | Éric Lafontaine          | Union citoyenne  | 91             | 0,2 %  | -     |
| Total                                                                                         | Total                    | Total            | 44 832         | 100 %  |       |
| Le taux de participation lors de l'élection était de 78,1 % et 570 bulletins ont été rejetés. |                          |                  |                |        |       |